# Mamelodi Sundowns FC
Mamelodi Sundowns Football Club je fotbalový klub z Jihoafrické republiky. Sídlí v Mamelodi, černošském předměstí (township) jihoafrického hlavního města Pretorie, a domácí zápasy hraje na stadionu Loftus Versfeld Stadium pro 51 762 diváků. Pro své typické žluté dresy získal přezdívku Brazilci (The Brazilians). Majitelem klubu je jeden z nejbohatších Jihoafričanů, těžařský magnát Patrice Motsepe.
Klub byl založen počátkem šedesátých let v Marabastadu a v roce 1970 byl oficiálně zaregistrován. V roce 1985 se stal účastníkem National Soccer League, první jihoafrické sportovní soutěže bez rasové segregace, kterou vyhrál v letech 1988, 1989–90 a 1992–93. V roce 1996 byl jedním ze zakládajících členů celostátní profesionální soutěže Premier Soccer League. Získal v ní rekordních 13 titulů (1997–98, 1998–99, 1999–00, 2005–06, 2006–07, 2013–14, 2015–16, 2017–18, 2018-19, 2019-20, 2020-21, 2021-2022, 2022-23) a čtyřikrát vyhrál Nedbank Cup (1986, 1998, 2008, 2014–15). Třináctkrát se Mamelodi Sundowns zúčastnili Ligy mistrů CAF, v roce 2016 ji vyhráli a v roce 2001 podlehli ve finále egyptskému klubu Al-Ahly SC. V roce 2017 vyhráli africký fotbalový superpohár. Jako první jihoafrický zástupce v historii se zúčastnili mistrovství světa ve fotbale klubů 2016, kde obsadili šesté místo.
Trenérem klubu byl v letech 2009 až 2010 Christo Stoičkov.